# Kub-BLA
Kub-BLA（ロシア語: Куб-БЛА、Kub-UAVとも）は、ロシアのZALA Aero Group（カラシニコフ・コンツェルンの一部）が開発した、高精度の無人航空機/徘徊型兵器である。

## 概要
Kub-BLAは、アブダビで開催されたIDEX-2019展示会でカラシニコフから初公開された。公式発表によれば、本機は発射後に空中を徘徊して目標を発見し、垂直急降下により目標の上面を攻撃できるとされている 。Kub-BLAは、手動で設定された目標座標に向かうか、もしくは画像誘導により突入する。さらに、本機はスウォーム（群体）モードで運用することができる。2023年12月下旬からは、より強力な弾頭を搭載した改良型が供給されている。

## 運用
本機は、シリア内戦中のイドリブ県や、ロシアのウクライナ侵攻中のキーウにおいて実戦投入された。2022年5月には、ロシア国防省がKubドローンによるM777榴弾砲への攻撃動画を投稿している。 
「Lostarmour project」によれば、2025年6月時点で少なくとも65回の使用が記録されている。

## 諸元
出典：
- 翼幅 - 1210 mm
- 全長 - 950 mm
- 全高 - 165 mm
- 搭載量 - 3 kg
- 速度 - 80-130 km/h
- 航続時間 - 30分